# Észak-Keleti Átjáró Egyesület
Az Észak-Keleti Átjáró Kulturális és Tudományos Egyesület 2007-ben alakult miskolci kulturális nonprofit szervezet.

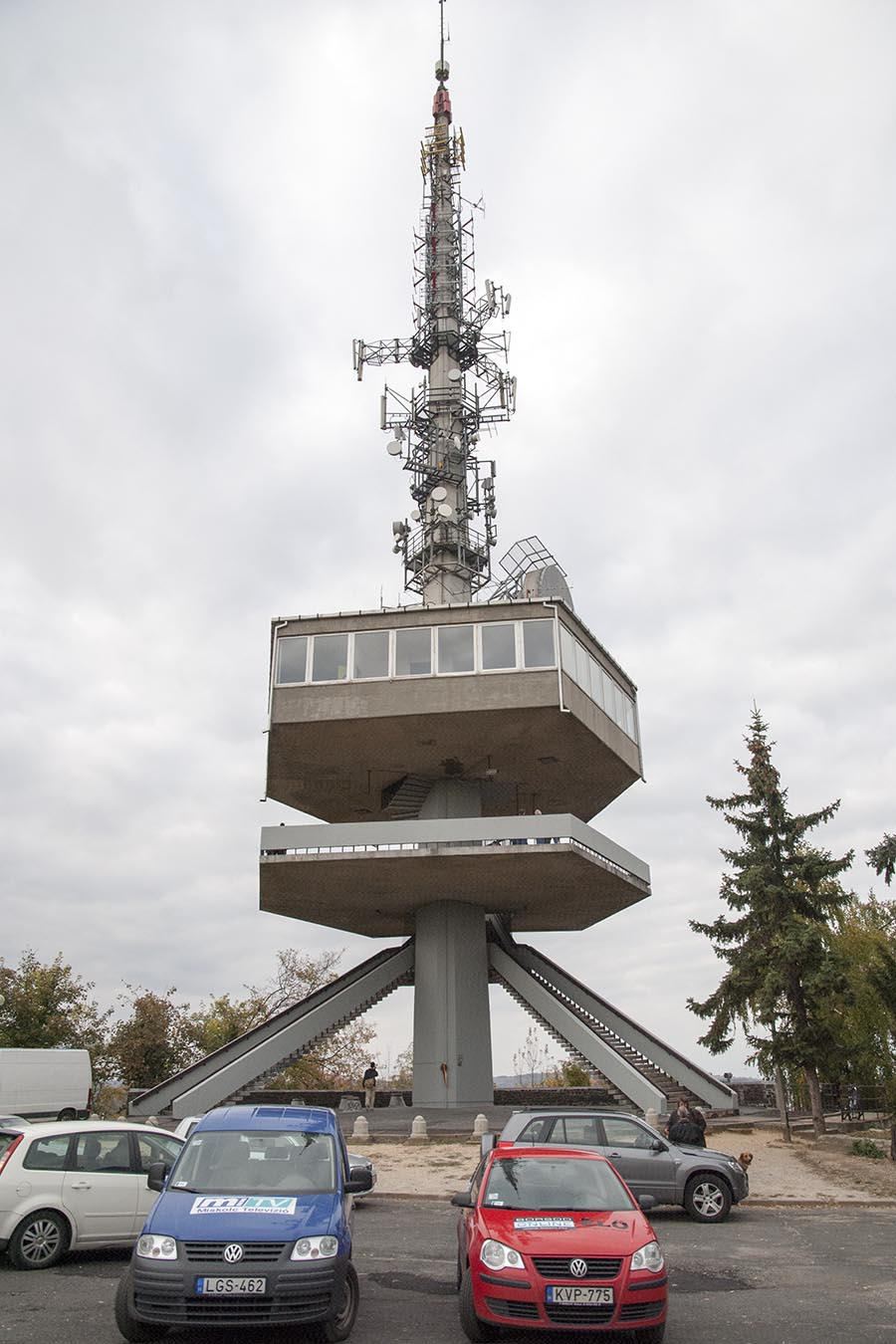
Az Avasi kilátó jellegzetes alakja a két lépcsősorral.

## Tevékenysége
Az egyesület átfogó céljai közé tartozik a helyi értékek feltárása, kutatása és bemutatása, újszerű és bevonó módon. Ezen belül kiemelt szerepet játszik a helyi kulturális és épített örökség megőrzése és népszerűsítése. Az Avasi kilátó, mint Miskolc ikonikus épülete, tökéletesen illeszkedik ebbe a koncepcióba. Az egyesület célja volt a kilátó rehabilitációja, újra a városi közbeszédbe való visszavezetése, divatba hozatala.
Változatos programokat szerveznek, mint például az Utánam Srácok túrák (városismereti séták), a Kama vagy erszénylabda csapatjáték felélesztése, kutatása, népszerűsítése, a Koffertúrák kalandjáték stb.

## Elismerések
- 2014 évi Europa Nostra Kulturális Örökség fődíja oktatás, képzés és szemléletformálás kategóriában [1]
- 2015-ben „Az Év Civil Szervezete” Miskolc
- 2017. évi Országos Városmarketing Gyémánt díj: Kama projekt
- Szemere Bertalan közéleti díj 2023. évi kitüntetett [2]
- 2024. NIOK Civil Díj:. legjobb helyi termék/szolgáltatás kategória

## További részletek
- Az Egyesület honlapja https://atjarokhe.hu
- Észak-Keleti Átjáró Egyesület Youtube csatornája közel 200 videóval
- Utánam Srácok blog: https://utanamsracok.blogspot.com/